# Liste des quartiers de Téhéran

Divisions administratives de la ville de Téhéran.
Limites des Shahrestan (départements)
Limites des districts municipaux

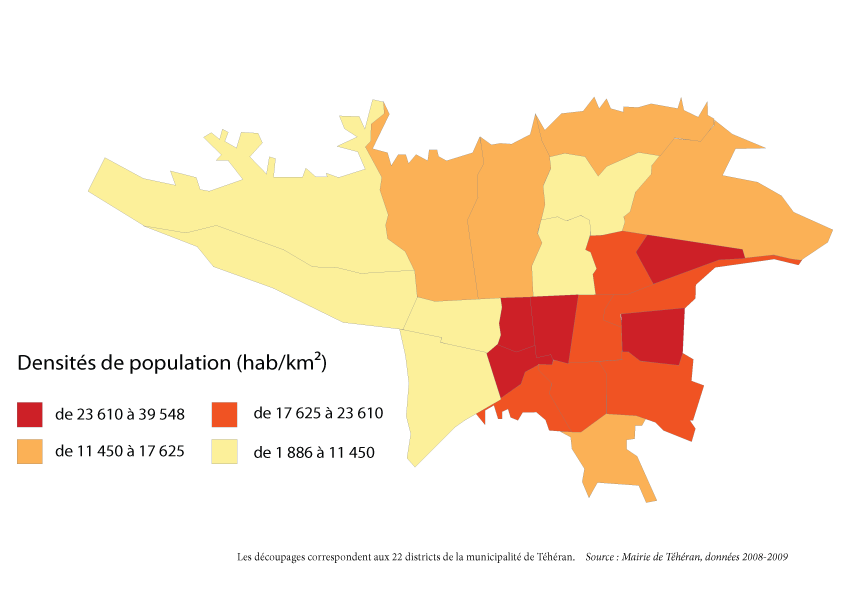
Densités de population dans les 22 districts municipaux de Téhéran

La métropole de Téhéran, dont la superficie a beaucoup augmenté au cours de la seconde moitié du XXe siècle s'étend maintenant sur plusieurs départements de la Province de Téhéran : le département de Téhéran contient la majorité de la ville, qui s'étend aussi sur les départements d'Eslamshahr, de Ray et du Shemiranat. Le terme « métropole » ou « agglomération » utilisé ici n’a pas de valeur administrative. Il est utilisé dans un sens géographique, pour désigner la ville de Téhéran et sa région urbaine, ce qui correspond à la municipalité de Téhéran et à la province de Téhéran.
Le département (ou shahrestān) de Téhéran est bordé par le département du Shemiranat au Nord, de Damavand à l'Est, d'Eslamshahr, Pakdasht et Ray au Sud et des départements de Karaj et Shahriar à l'Ouest.
La municipalité de Téhéran (shahrdāri) est divisée en 22 arrondissements (mantagheh) municipaux, disposant chacun de son centre administratif. Les arrondissements sont numérotés pour être identifiés, comme sur le plan ci-contre. Téhéran est divisée en 112 quartiers (nāhiyeh) dont les principaux sont rappelés ci-après.

## Quartiers nord

### 1erarrondissement

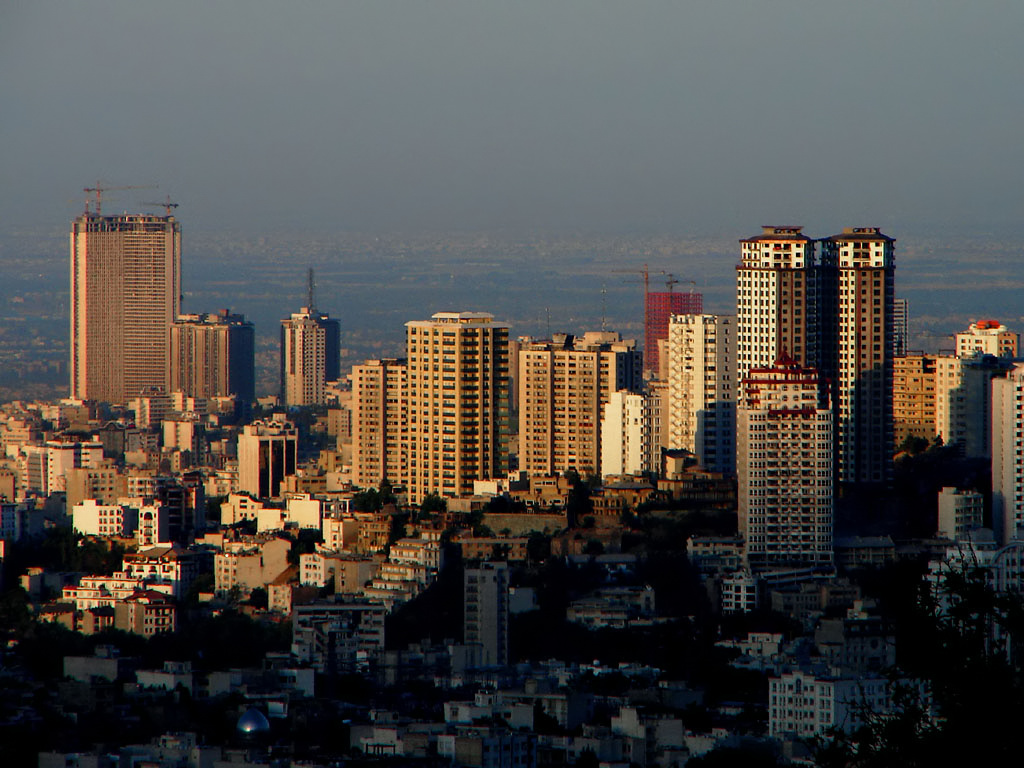
Gratte-ciel de Téhéran, la plupart situés dans le quartier Elahieh.

- Chizar
- Darakeh
- Darband
- Dar Abad
- Elahieh
- Gheytarieh
- Farmanieh
- Nobonyad
- Jamaran
- Tajrish
- Zafaraniyeh

### 2earrondissement

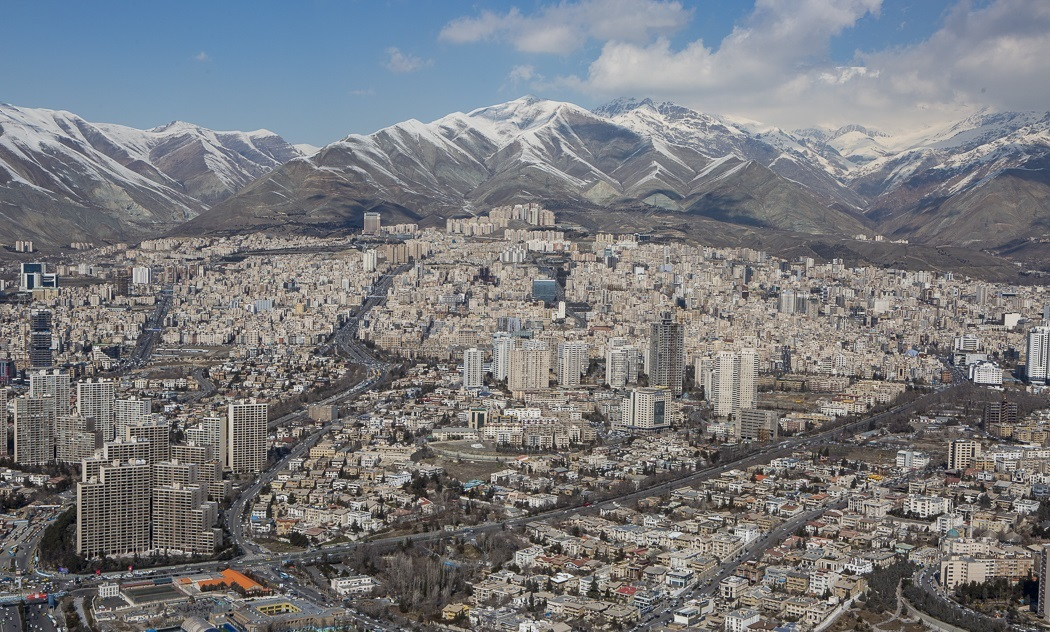
Shahrak-e Gharb vu de la tour Milad.

- Farahzad
- Gisha
- Punak-e Bakhtari

- Sadeghiyeh
- Shahrak-e Gharb
- Shahrak-e Jandarmeri

- Sa'adat Abad
- Tarasht
- Towhid

### 3earrondissement
- Darrous
- Davoodiyeh
- Ekhtiarieh
- Jordan (Téhéran)
- Gholhak
- Vanak

### 5earrondissement
- Ekbatan
- Punak
- Bulvar-e Ferdows
- Djannat Abad

### 6earrondissement
- Amir Abad
- Argentine (district)
- Park-e Laleh
- Youssef Abad

## Quartiers est

### 4earrondissement
- Lavizan
- Khak Sefid
- Hakimieh
- Ozgol
- Pasdaran (district)
- Resalat
- Shams Abad
- Shemiran No
- Tehranpars
- Zargandeh

### 7earrondissement
- Abbas Abad
- Emam Hosseiyn (district)
- Behjat Abad
- Sabalan (district)

### 8earrondissement
- Mo'allem
- Narmak
- Samangan (district)

### 13earrondissement
- Dushan Tappeh
- Teheran No
- Niru Havayi

### 14earrondissement
- Chaharsad Dastgah
- Dulab
- Esfahanak
- Khorasan (district)
- Sad Dastgah

## Centre

### 10earrondissement
- Beryanak
- Salsabil
- Haft Chenar

### 11earrondissement
- Dokhaniat
- Monirieh inclut le quartier de Hasan Abad
- Lashkar
- Sheykh Hadi

### 

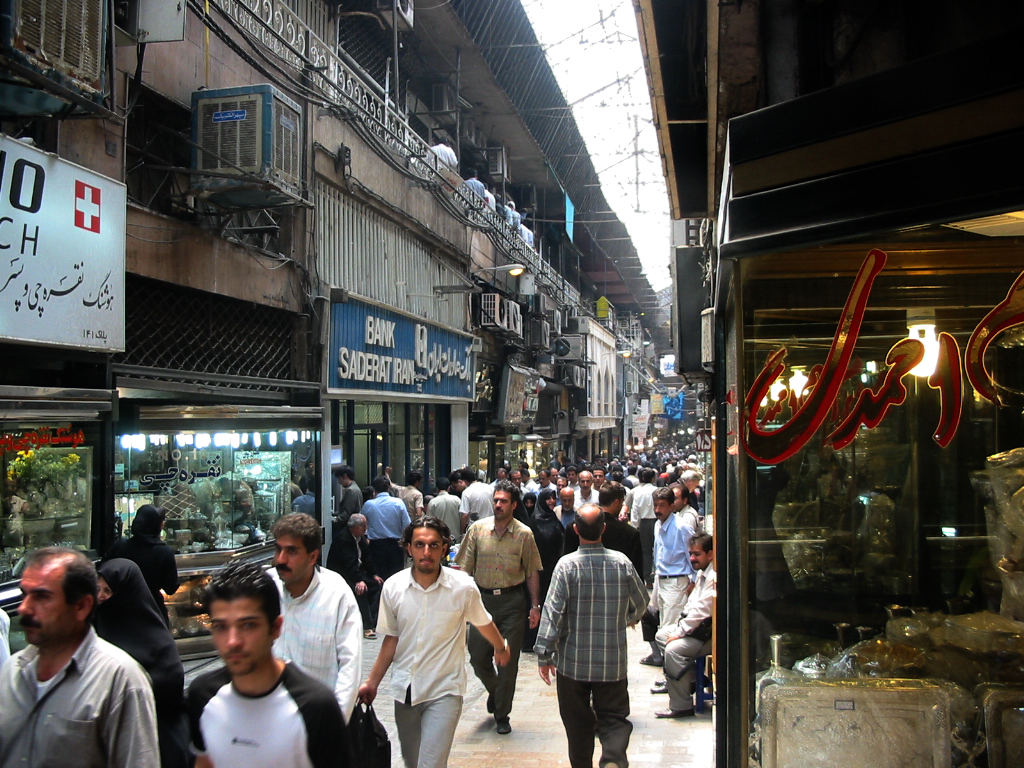
Vue du grand bazar de Téhéran, situé dans le.

### 12earrondissement
- Park-e Shahr
- Pich-e Shemiran
- Bazar de Téhéran
- Baharestan
- Ferdowsi
- Gorgan

### 17earrondissement
- Emamzadeh Hassan
- Khazaneh Fallah
- Qal'eh Morghi

## Quartiers sud

### 15earrondissement
- Afsariyeh
- Bissim
- Khavaran
- Kianshahr
- Mas'udieh
- Moshirieh

### 16earrondissement
- Ali Abad
- Bagh-e Azari
- Khazaneh Bokharaee
- Nazi Abad
- Yakhchi Abad

### 19earrondissement
- Abdol Abad
- Ne'mat Abad
- Hava Niruz

### 20earrondissement

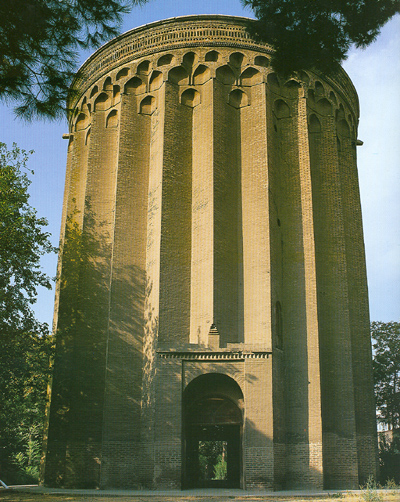
Tour funéraire du seldjoukide Tuğrul Bey à Ray (XIIe siècle) dans le

Cet arrondissement correspond à la ville de Ray (Teheran)
- Ebn-e Babaveyh
- Dowlat Abad
- Javanmard-e Qassab
- Hazrat-e Abdol-Azim
- Sizdah-e Aban

## Quartiers ouest

### 9earrondissement
- Jey

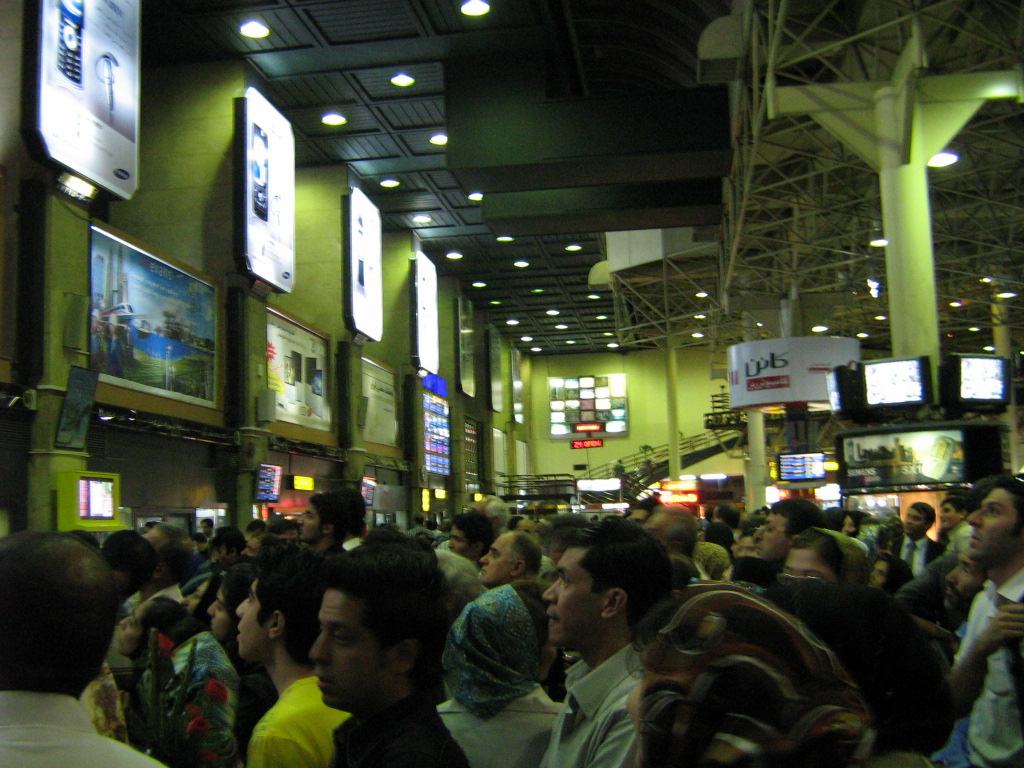
À l'intérieur de l'aéroport Mehrabad

- Sar-Asyab C'est dans ce quartier que se situe l'Aéroport international Mehrabad

### 18earrondissement
- Chahar Bari
- Yaft Abad
- Shad Abad
- Shahrak-e Vali-Asr
- Tolid Daru C'est dans ce quartier que se trouve la compagnie Tolid Daru une grande compagnie pharmaceutique iranienne.

### 21earrondissement
- Tehransar
- Iran Khodro quartier où se situe le site d'assemblage de ce constructeur automobile.
- Vardavard

### 22earrondissement

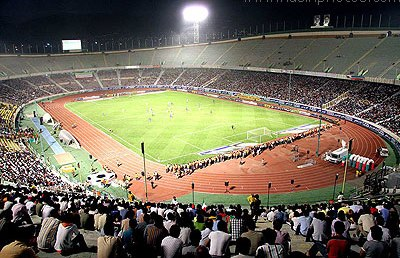
stade Azadi

- Parc Chitgar nom du quartier où se situe ce parc forestier
- Bagh-e Haj-Seyf
- Peykan-Shahr
- Kan
- Kuy-e Sazman-e Barnameh
- Shahrak-e Cheshmeh
- Shahrak-e Rah-Ahan
- Stadium-e Azadi quartier où se situe le complexe sportif

## Référence
1. ↑  (fr) Atlas de Téhéran Métropole, Centre d'informations géographiques de Téhéran, CNRS, 2004